# Joel Jiménez
Joel Jiménez Portero (Avilés, 20 de enero del 2000) es un futbolista español que juega como portero en el C.F. Talavera de la Segunda Federación.

## Trayectoria
Nacido en Avilés, Joel se une a las categorías de fútbol base del Real Sporting de Gijón en 2013 procedente del Avilés Deportivo CF. Asciende al filial militante en la extinta Segunda División B para la temporada 2019-20 y debuta el siguiente 20 de octubre al partir como titular en una derrota por 0-1 frente al Real Oviedo Vetusta.
Debuta con el primer equipo el 15 de enero de 2022 al sustituir a Diego Mariño para ser el portero en la tanda de penaltis una vez finalizada la prórroga frente al Cádiz CF en Copa del Rey, sin embargo no acabaría parando ninguno de los 4 lanzamientos cadistas y el Sporting pierde el partido tras solo meter 2 de los penaltis lanzados.
Fue cedido al Real Unión Club de Irún de cara a la temporada 2022-2023.
En la temporada 2023-24 el Sporting de Gijón rescinde su contrato, y este acaba siendo firmado por el Utebo F.C. para jugar la temporada 2023-24.

## Clubes
| Club                       | País   | Año       |
| -------------------------- | ------ | --------- |
| Real Sporting de Gijón "B" | España | 2019-2023 |
| Real Sporting de Gijón     | España | 2022      |
| Real Unión Club de Irún    | España | 2022-2023 |
| Utebo Fútbol Club          | España | 2023-act. |